# Дифосфат
В химията, анионите, солите и естерите на пирофосфорна киселина се наричат пирофосфати или още дифосфати. Пирофосфатите първоначално са били добивани от фосфати чрез нагряване - оттам и представката пиро- произлизаща от гръцки, което ще рече огън. Дифосфатите са добри комплексо образуващи реагенти и имат много приоложения в индустриалната химия. Те са особено важни в биохимията. Анионът P2O74− съкратено се записва PPi и се формира вследствие хидролизата (1) на аденозинтрифосфата (АТФ) в аденозинмонофосфата (АМФ) във вътрешността на клетките.
- 1.

| АТФ → АМФ + PPi |

Така например, когато нуклеотидът бива влючен в растяща нишка на ДНК или РНК от ензима полимераза, се отделя пирофосфат(PPi). Пирофосфоролиза е обратният на полимеризацията процес, при който пирофосфатът реагира с 3'-нуклеотидмонофосфат(НМФ или dНМФ), отделен от олигонуклеотид за отделяне на съответния трифосфат (dНТФ от ДНК, или НТФ от РНК).
Пирофосфатният анион има структура P2O74−, и е киселинен анхидрид на фосфата. Нестабилен е във водна среда и бавно се хидролизира до неорганичен фосфат (2):
- 2.

| P2O74− + H2O → 2 HPO42− |

или в съкратена нотация:
- 3.

| PPi + H2O → 2 Pi |

Тази хидролиза в неорганичния фосфат осъществява разкъсването на АТФ до АМФ и PPi, което е необратим процес и биохимични реакции облягащи се на тази реакция също са необратими.
От енергетична гледна точка по отношение на високо енергийния фосфат, хидролизата на АТФ до АМФ и PPi (4) ще изисква два високо енергийни фосфата, докато за да се реконституира АТФ от ще са нужни две фосфорилиращи реакции (5).
- 4.

| АМФ + АТФ → 2 АДФ |

- 5.

| 2 АДФ + 2 Pi → 2 ATP |

Синтез на тетраетил пирифосфат за първи път е била описана през 1854 от Филип дьо Клермонт (фр.: Philip de Clermount) на заседание на Френската академия на науките.
Терминът пирофосфат се използва и за естерите, образувани от кондензацията на фосфорилирани биологични вещества с неорганични фосфати, какъвто е случаят с диметилалил пирофосфата. Връзката образувана при този процес се нарича високо енергетична фосфатна връзка.
|  | Тази страница частично или изцяло представлява превод на страницата Pyrophosphate в Уикипедия на английски. Оригиналният текст, както и този превод, са защитени от Лиценза „Криейтив Комънс – Признание – Споделяне на споделеното“, а за съдържание, създадено преди юни 2009 година – от Лиценза за свободна документация на ГНУ. Прегледайте историята на редакциите на оригиналната страница, както и на преводната страница, за да видите списъка на съавторите. ВАЖНО: Този шаблон се отнася единствено до авторските права върху съдържанието на статията. Добавянето му не отменя изискването да се посочват конкретни източници на твърденията, които да бъдат благонадеждни. |